# Giải vô địch bóng đá nữ U-16 châu Á 2017
Giải vô địch bóng đá nữ U-16 châu Á 2017 là giải đấu lần thứ 7 của Giải vô địch bóng đá nữ U-16 châu Á, giải vô địch bóng đá trẻ quốc tế hai năm một lần do Liên đoàn bóng đá châu Á (AFC) tổ chức cho các đội tuyển U-16 nữ quốc gia của châu Á. Được tổ chức tại Thái Lan từ ngày 10 đến ngày 23 tháng 9 năm 2017, với tổng cộng 8 đội thi đấu.
Ba đội đứng đầu của giải đấu đủ điều kiện tham dự Giải vô địch bóng đá nữ U-17 thế giới 2018 tại Uruguay với tư cách là đại diện của AFC.

## Vòng loại
Lễ bốc thăm vòng loại được tổ chức vào ngày 19 tháng 5 năm 2016. Bốn đội đủ điều kiện trực tiếp vào vòng chung kết theo thành tích ở mùa giải năm 2015, trong khi những đội khác tham gia vòng loại để giành bốn suất còn lại (Thái Lan cũng tham gia vòng loại mặc dù đã đủ điều kiện là chủ nhà). Vòng loại được tổ chức từ ngày 25 tháng 8 đến ngày 5 tháng 9 năm 2016.

### Các đội tuyển vượt qua vòng loại
Tám đội sau đây đủ điều kiện tham dự vòng chung kết.
| Đội tuyển         | Tư cách tham dự      | Số lần tham dự | Thành tích tốt nhất        |
| ----------------- | -------------------- | -------------- | -------------------------- |
| CHDCND Triều Tiên | Vô địch 2015         | 6              | Vô địch (2007, 2015)       |
| Nhật Bản          | Á quân 2015          | 7              | Vô địch (2005, 2011, 2013) |
| Trung Quốc        | Hạng ba 2015         | 7              | Á quân (2005)              |
| Thái Lan          | Hạng tư 2015/Chủ nhà | 7              | Hạng ba (2005)             |
| Lào               | Nhì Bảng A           | 1              | Lần đầu                    |
| Hàn Quốc          | Nhất Bảng B          | 7              | Vô địch (2009)             |
| Bangladesh        | Nhất Bảng C          | 2              | Vòng bảng (2005)           |
| Úc                | Nhất Bảng D          | 5              | Hạng tư (2009)             |

Chú thích:
1. ↑  Vì đội nhất bảng A là Thái Lan đã tự động đủ điều kiện tham dự giải đấu với tư cách chủ nhà, do đó Lào cũng đủ điều kiện tham dự giải đấu với tư cách là đội nhì bảng.

## Địa điểm
Giải đấu được tổ chức ở thành phố Chonburi, tỉnh Chonburi,tại sân vận động Chonburi và sân vận động IPE Chonburi.

## Bốc thăm
Lễ bốc thăm được tổ chức vào ngày 28 tháng 4 năm 2017 lúc 15:00 MYT (UTC+8), tại trụ sở AFC ở Kuala Lumpur, Malaysia. Tám đội được chia thành hai bảng, mỗi bảng bốn đội. Các đội được xếp hạt giống theo thành tích của họ trong Giải vô địch bóng đá nữ U-16 châu Á 2015 và vòng loại, với đội chủ nhà Thái Lan tự động được xếp hạt giống và được xếp vào vị trí A1.
| Nhóm 1                                     | Nhóm 2                    | Nhóm 3            | Nhóm 4               |
| ------------------------------------------ | ------------------------- | ----------------- | -------------------- |
| 1. Thái Lan (chủ nhà) 2. CHDCND Triều Tiên | 1. Nhật Bản 2. Trung Quốc | 1. Hàn Quốc 2. Úc | 1. Bangladesh 2. Lào |

## Đội hinh
Các cầu thủ sinh từ ngày 1 tháng 1 năm 2001 đến ngày 31 tháng 12 năm 2003 đủ điều kiện tham gia giải đấu. Mỗi đội phải đăng ký một đội hình tối thiểu 16 cầu thủ và tối đa 23 cầu thủ, trong đó tối thiểu 2 cầu thủ phải là thủ môn (Quy định Điều 29.4 và 29.5).

## Vòng bảng
Hai đội đứng đầu mỗi bảng sẽ giành quyền vào vòng bán kết.

Các tiêu chí vòng bảng
Các đội được xếp hạng theo điểm (3 điểm cho một trận thắng, 1 điểm cho một trận hòa, 0 điểm nếu thua) và nếu bằng điểm, các tiêu chí sau sẽ được áp dụng, trong trình tự đưa ra để xác định thứ hạng (Quy định Điều 11.5):
1. Điểm trong các trận đối đầu giữa các đội bằng điểm;
2. Hiệu số bàn thắng bại trong các trận đối đầu giữa các đội bằng điểm;
3. Bàn thắng ghi được trong các trận đối đầu giữa các đội bằng điểm;
4. Nếu có nhiều hơn hai đội bằng điểm và sau khi áp dụng tất cả tiêu chí đối đầu ở trên, một tập hợp con các đội vẫn hòa, tất cả tiêu chí đối đầu ở trên sẽ được áp dụng lại riêng cho tập hợp con này của các đội;
5. Chênh lệch bàn thắng trong tất cả các trận đấu vòng bảng;
6. Số bàn thắng ghi được trong tất cả các trận đấu vòng bảng;
7. Đá luân lưu nếu chỉ có hai đội hòa nhau và gặp nhau ở lượt cuối cùng của bảng;
8. Điểm kỷ luật (thẻ vàng = 1 điểm, thẻ đỏ do 2 thẻ vàng = 3 điểm, thẻ đỏ trực tiếp = 3 điểm, thẻ vàng tiếp theo thẻ đỏ trực tiếp = 4 điểm);
9. Bốc thăm.

Tất cả các trận đấu diễn ra theo giờ địa phương, ICT (UTC+7).

### Bảng  A
| VT | Đội          | ST | T | H | B | BT | BB | HS  | Đ | Giành quyền tham dự     |
| -- | ------------ | -- | - | - | - | -- | -- | --- | - | ----------------------- |
| 1  | Trung Quốc   | 3  | 2 | 1 | 0 | 15 | 3  | +12 | 7 | Vòng đấu loại trực tiếp |
| 2  | Hàn Quốc     | 3  | 2 | 1 | 0 | 12 | 2  | +10 | 7 | Vòng đấu loại trực tiếp |
| 3  | Thái Lan (H) | 3  | 1 | 0 | 2 | 4  | 9  | −5  | 3 |                         |
| 4  | Lào          | 3  | 0 | 0 | 3 | 0  | 17 | −17 | 0 |                         |

| Trung Quốc                          | 2–2      | Hàn Quốc                              |
| ----------------------------------- | -------- | ------------------------------------- |
| - Zhang Linyan 11' - Tang Han 90+3' | Chi tiết | - Hwang Ah-hyeon 59' - Kim Bit-na 68' |

| Thái Lan                           | 3–0      | Lào |
| ---------------------------------- | -------- | --- |
| - Pluemjai 26', 67' - Panittha 45' | Chi tiết |     |

| Lào | 0–7      | Trung Quốc                                                                                                 |
| --- | -------- | --- |
|     | Chi tiết | - Han Huimin 3' - Li Yinghua 30' - Jin Jing 45+1' - Tang Han 57' - Zhang Linyan 62', 78' - Wang Yumeng 89' |

| Hàn Quốc                                              | 3–0      | Thái Lan |
| ----------------------------------------------------- | -------- | -------- |
| - An Se-bin 58' - Chang Eun-hyun 62' - Cho Mi-jin 88' | Chi tiết |          |

| Thái Lan          | 1–6      | Trung Quốc                                                                                |
| ----------------- | -------- | ----------------------------------------------------------------------------------------- |
| - Ploychompoo 49' | Chi tiết | - Ou Yiyao 6' - Wararat 30' (l.n.) - Yang Qian 36' - Tang Han 56', 69' - Zhang Linyan 57' |

| Hàn Quốc                                                              | 7–0      | Lào |
| --------------------------------------------------------------------- | -------- | --- |
| - Ko Min-jung 7', 37', 85' - Cho Mi-jin 30', 88', 89' - Lee Su-in 80' | Chi tiết |     |

### Bảng B
| VT | Đội               | ST | T | H | B | BT | BB | HS  | Đ | Giành quyền tham dự     |
| -- | ----------------- | -- | - | - | - | -- | -- | --- | - | ----------------------- |
| 1  | Nhật Bản          | 3  | 3 | 0 | 0 | 10 | 1  | +9  | 9 | Vòng đấu loại trực tiếp |
| 2  | CHDCND Triều Tiên | 3  | 2 | 0 | 1 | 17 | 2  | +15 | 6 | Vòng đấu loại trực tiếp |
| 3  | Úc                | 3  | 1 | 0 | 2 | 3  | 14 | −11 | 3 |                         |
| 4  | Bangladesh        | 3  | 0 | 0 | 3 | 2  | 15 | −13 | 0 |                         |

| CHDCND Triều Tiên                                                                                 | 9–0      | Bangladesh |
| ------------------------------------------------------------------------------------------------- | -------- | ---------- |
| - Kim Kyong-yong 5', 8', 50', 57', 86' - Ri Su-gyong 30', 90+1' - Kim Yun-ok 33' - Yun Ji-hwa 52' | Chi tiết |            |

| Nhật Bản                                                   | 5–0      | Úc |
| ---------------------------------------------------------- | -------- | -- |
| - Osawa 5' - Tomioka 48' - Tanaka 54', 71' - Kinoshita 84' | Chi tiết |    |

| Bangladesh | 0–3      | Nhật Bản                                |
| ---------- | -------- | --------------------------------------- |
|            | Chi tiết | - Tanaka 13' - Nakae 31' - Yamamoto 39' |

| Úc | 0–7      | CHDCND Triều Tiên                                                                                         |
| -- | -------- | --- |
|    | Chi tiết | - Kim Kyong-yong 5', 39' - Pak Hye-gyong 21' - Ko Kyong-hui 78' - Ri Su-gyong 86', 90+2' - Yun Ji-hwa 88' |

| CHDCND Triều Tiên    | 1–2      | Nhật Bản                       |
| -------------------- | -------- | ------------------------------ |
| - Kim Kyong-yong 18' | Chi tiết | - Kinoshita 76' - Yamamoto 86' |

| Úc                                           | 3–2      | Bangladesh                              |
| -------------------------------------------- | -------- | --------------------------------------- |
| - Hughes 9' - Cooney-Cross 78' - Sakalis 83' | Chi tiết | - Shamsunnahar 45' (ph.đ.) - Chakma 51' |

## Vòng đấu loại trực tiếp
Ở vòng đấu loại trực tiếp, loạt sút luân lưu sẽ được sử dụng để quyết định đội chiến thắng nếu cần thiết (không có hiệp phụ).

### Sơ đồ
|  | Bán kết                         | Bán kết  |                               |       | Chung kết | Chung kết |
|  |                                 |          |                               |       |           |           |
|  | 20 tháng 9 – Chonburi Stadium   |          |                               |       |           |           |
|  |                                 |          |                               |       |           |           |
|  | Trung Quốc                      | 0        |                               |       |           |           |
|  | Trung Quốc                      | 0        | 23 tháng 9 – Chonburi Stadium |       |           |           |
|  | CHDCND Triều Tiên               | 1        |                               |       |           |           |
|  | CHDCND Triều Tiên               | 1        | CHDCND Triều Tiên             | 2     |           |           |
|  | 20 September – Chonburi Stadium |          | CHDCND Triều Tiên             | 2     |           |           |
|  |                                 | Hàn Quốc | 0                             |       |           |           |
|  | Nhật Bản                        | Hàn Quốc | 0                             | 1 (2) |           |           |
|  | Nhật Bản                        |          |                               | 1 (2) |           |           |
|  | Hàn Quốc (p)                    | 1 (4)    |                               |       |           |           |
|  | Hàn Quốc (p)                    | 1 (4)    | Tranh hạng ba                 |       |           |           |
|  |                                 |          |                               |       |           |           |
|  | 23 tháng 9 – Chonburi Stadium   |          |                               |       |           |           |
|  |                                 |          |                               |       |           |           |
|  | Trung Quốc                      | 0        |                               |       |           |           |
|  | Trung Quốc                      | 0        |                               |       |           |           |
|  | Nhật Bản                        | 1        |                               |       |           |           |

### Bán kết
Đội chiến thắng sẽ giành quyền tham dự Giải vô địch bóng đá nữ U-17 thế giới 2018.
| Trung Quốc | 0–1      | CHDCND Triều Tiên         |
| ---------- | -------- | ------------------------- |
|            | Chi tiết | - Ri Su-gyong 58' (ph.đ.) |

| Nhật Bản                        | 1–1      | Hàn Quốc                                                               |
| ------------------------------- | -------- | ---------------------------------------------------------------------- |
| - Tanaka 46'                    | Chi tiết | - Cho Mi-jin 65' (ph.đ.)                                               |
| Loạt sút luân lưu               |          |                                                                        |
| - Tomioka - Tanaka - Ito - Iwai | 2–4      | - Lee Su-in - Lee Eun-young - Jang You-been - Ko Min-jung - Cho Mi-jin |

### Tranh hạng ba
Đội chiến thắng sẽ giành quyền tham dự Giải vô địch bóng đá nữ U-17 thế giới 2018.
| Trung Quốc | 0–1      | Nhật Bản    |
| ---------- | -------- | ----------- |
|            | Chi tiết | - Nakao 55' |

### Chung kết
| CHDCND Triều Tiên                     | 2–0      | Hàn Quốc |
| ------------------------------------- | -------- | -------- |
| - Ri Su-jong 38' - Kim Kyong-yong 87' | Chi tiết |          |

## Vô địch
| Giải vô địch bóng đá nữ U-16 châu Á 2017 |
| ---------------------------------------- |
| · CHDCND Triều Tiên · Lần thứ 3          |

## Các đội đủ điều kiện tham dự Giải vô địch bóng đá nữ U-17 thế giới
Ba đội sau đây từ AFC đã đủ điều kiện tham dự Giải vô địch bóng đá nữ U-17 thế giới 2018.
| Đội tuyển         | Ngày vượt qua vòng loại | Số lần tham dự trước đây tại Giải vô địch bóng đá nữ U-17 thế giới1 |
| ----------------- | ----------------------- | ------------------------------------------------------------------- |
| CHDCND Triều Tiên | 20 tháng 9 năm 2017     | 5 (2008, 2010, 2012, 2014, 2016)                                    |
| Hàn Quốc          | 20 tháng 9 năm 2017     | 2 (2008, 2010)                                                      |
| Nhật Bản          | 23 tháng 9 năm 2017     | 5 (2008, 2010, 2012, 2014, 2016)                                    |

1 Chữ đậm chỉ đội vô địch năm đó. Chữ nghiêng chỉ đội chủ nhà năm đó.

## Giải thưởng
Các giải thưởng sau đây đã được trao sau giải đấu.
| Cầu thủ xuất sắc nhất | Vua phá lưới   | Giải phong cách |
| --------------------- | -------------- | --------------- |
| Kim Kyong-yong        | Kim Kyong-yong | Nhật Bản        |

## Cầu thủ ghi bàn
9 bàn
- Kim Kyong-yong

5 bàn
- Ri Su-gyong
- Cho Mi-jin

4 bàn
- Tang Han
- Zhang Linyan
- Tomoko Tanaka

3 bàn
- Ko Min-jung

2 bàn
- Momoka Kinoshita
- Yuzuki Yamamoto
- Yun Ji-hwa
- Pluemjai Sontisawat

1 bàn
- Kyra Cooney-Cross
- Laura Hughes
- Sofia Sakalis
- Monika Chakma
- Shamsunnahar
- Han Huimin
- Jin Jing
- Li Yinghua
- Ou Yiyao
- Wang Yumeng
- Yang Qian
- Moe Nakae
- Momo Nakao
- Haruka Osawa
- Chihiro Tomioka
- Kim Yun-ok
- Ko Kyong-hui
- Pak Hye-gyong
- Ri Su-jong
- An Se-bin
- Chang Eun-hyun
- Hwang Ah-hyeon
- Kim Bit-na
- Lee Su-in
- Panittha Jeeratanapavibul
- Ploychompoo Somnonk

1 bàn phản lưới nhà
- Wararat Nanongtum (trong trận gặp Trung Quốc)

Nguồn: the-afc.com 